# Iguatemi (tiểu vùng)
Iguatemi là một tiểu vùng thuộc bang Mato Grosso do Sul, Brasil. Tiều vùng này có diện tích 22447 km², dân số năm 2007 là 202096 người.